# Lill-Ringsjön
Lill-Ringsjön är en sjö i Strömsunds kommun i Jämtland och ingår i Ångermanälvens huvudavrinningsområde. Sjön har en area på 0,703 kvadratkilometer och ligger 314,2 meter över havet. Sjön avvattnas av vattendraget Svaningsån (Dunnervattenån).

## Delavrinningsområde
Lill-Ringsjön ingår i det delavrinningsområde (712566-145813) som SMHI kallar för Utloppet av Lill-Ringsjön. Medelhöjden är 351 meter över havet och ytan är 4,63 kvadratkilometer. Räknas de 84 avrinningsområdena uppströms in blir den ackumulerade arean 328,78 kvadratkilometer. Svaningsån (Dunnervattenån) som avvattnar avrinningsområdet har biflödesordning 3, vilket innebär att vattnet flödar genom totalt 3 vattendrag innan det når havet efter 263 kilometer. Avrinningsområdet består mestadels av skog (76 procent). Avrinningsområdet har 0,7 kvadratkilometer vattenytor vilket ger det en sjöprocent på 15,2 procent.